# Planten un Blomen

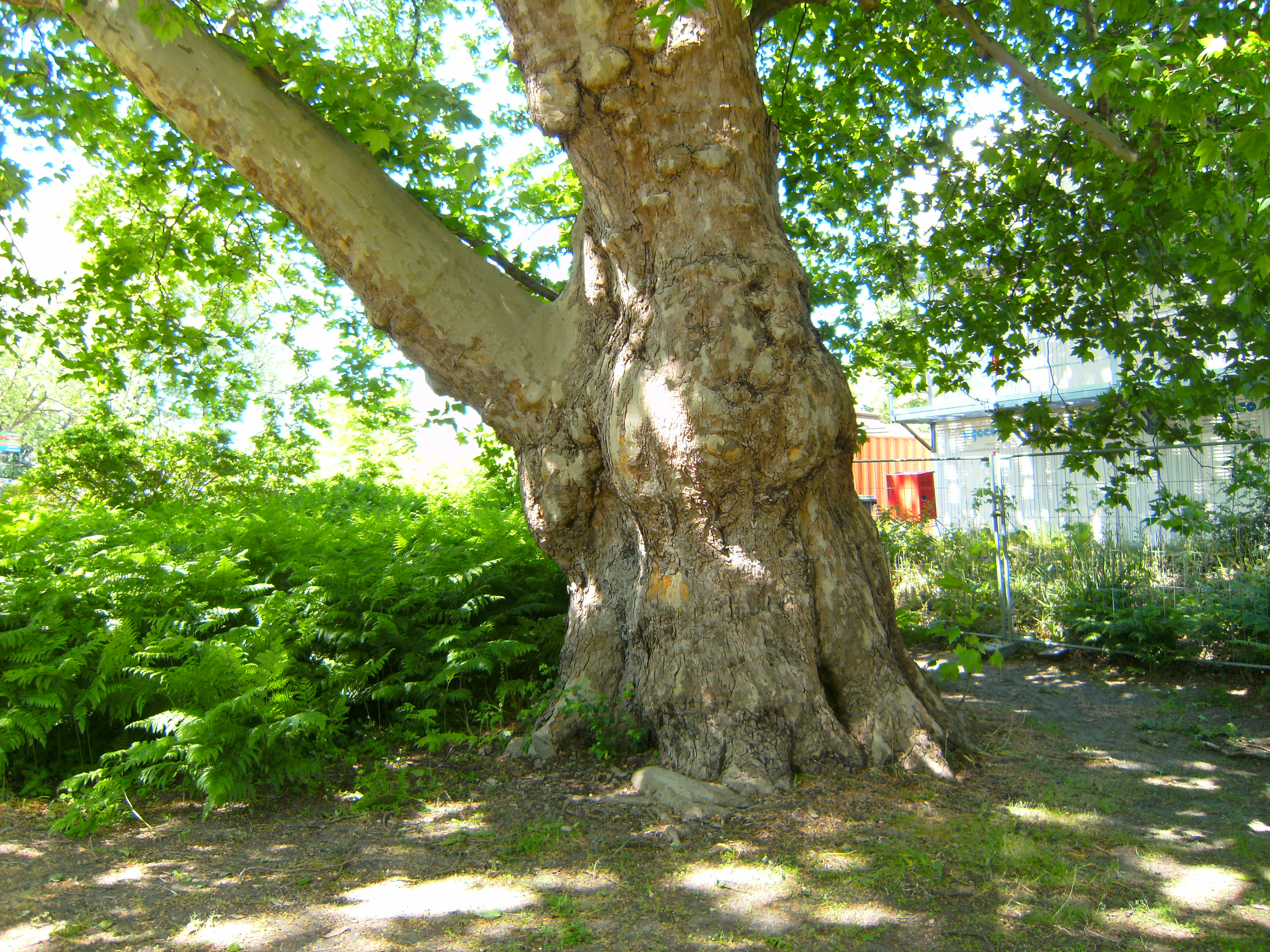
Hamburg, Planten un Blomen: Platane von 1821 im Teil Alter Botanischer Garten. Standort zwischen Tropenhaus und Congress-Centrum

Planten un Blomen (niederdeutsch für „Pflanzen und Blumen“) ist eine etwa 47 Hektar große öffentliche Parkanlage im Zentrum von Hamburg. Der Park ist Teil eines einstmals die gesamte Innenstadt umschließenden Grüngürtels, der Anfang des 19. Jahrhunderts nach der Schleifung der Hamburger Stadtbefestigung entstanden war. Als Gründungsdatum gilt der 6. November 1821, als der erste Direktor des Botanischen Gartens, Johann Georg Christian Lehmann, eine Platane als ersten Baum des neuen Gartens pflanzte. Der Baum befindet sich am Eingang Dammtor zwischen Tropenhaus und Congress-Centrum.
Der heute gebräuchliche Name geht auf die Niederdeutsche Gartenschau von 1935 zurück und bezeichnete ursprünglich nur einen kleinen Teil des Geländes, wurde aber später auf die Gesamtanlage ausgeweitet.
Der Park ist wegen seiner zentralen Lage und seiner vielfältigen Erholungsmöglichkeiten ein beliebtes Ausflugs- und Naherholungsziel. In den Sommermonaten finden hier öffentliche Kindertheatervorstellungen, Wasserlichtkonzerte und Musikdarbietungen statt. Der Eintritt ist frei.

## Lage
Der Park ist Teil eines Grünzuges, der in einem Bogen westlich um die Hamburger-Neustadt verläuft und dem Verlauf der im 19. Jahrhundert abgetragenen Hamburger Stadtbefestigung folgt. Der Grünzug führt von der Lombardsbrücke an der Binnenalster durch den zwischen den Gleisen der Verbindungsbahn und Esplanade gelegenen Gustav-Mahler-Park zum Dammtor, von dort weiter durch den Alten Botanischen Garten und den Wallringpark (Kleine und Große Wallanlagen) zum Millerntor und mündet jenseits der Straße in den Alten Elbpark mit dem Stintfang, einer über der Elbe und den Landungsbrücken gelegenen Anhöhe.
Planten un Blomen wird im Osten durch den Straßenzug Gorch-Fock-Wall/Holstenwall begrenzt, an dem zum Ende des 19. und Beginn des 20. Jahrhunderts einige repräsentative Verwaltungsbauten, wie die Oberpostdirektion am Stephansplatz oder die Handwerkskammer, entstanden. An dieser Straße liegt im südöstlichen Ende von Planten un Blomen das Museum für Hamburgische Geschichte. Im Westen wird hier der Park von der Glacischaussee und dem dahinter liegenden Heiligengeistfeld begrenzt.
Am Sievekingsplatz, mit den Gerichtsgebäuden des Justizforums und der Untersuchungshaftanstalt Hamburg im Westen und dem Johannes-Brahms-Platz mit der Laeiszhalle im Osten, wird der Verbindungsweg der Parkanlage unter den Straßen hindurchgeführt.
Während die ehemals als Wallanlagen und Alter Botanischer Garten bezeichneten Teile des Parks zum Stadtteil Neustadt gehören, ist der nordwestliche Parkteil, der später dem ganzen Park seinen Namen gab, ein Teil von St. Pauli. Dieser grenzt im Norden an die Verbindungsbahn und das Congress Center Hamburg (CCH), im Westen an die Rentzelstraße mit dem Heinrich-Hertz-Fernsehturm und im Süden an das Messegelände der Hamburg Messe, von wo ein überdachter Arkadenweg, der sogenannte Messeweg, durch den Park bis zum CCH mit seinem Hotel-Hochhaus und den Bahnhof Dammtor führt. Dieser Messeweg und die Marseiller Straße zu den unterirdischen Zufahrten des CCH bilden gleichsam die Grenze zum Alten Botanischen Garten mit dem jetzt von der Bucerius Law School genutzten Altbauten des Botanischen Instituts der Universität.

## Geschichte

### Alter Botanischer Garten

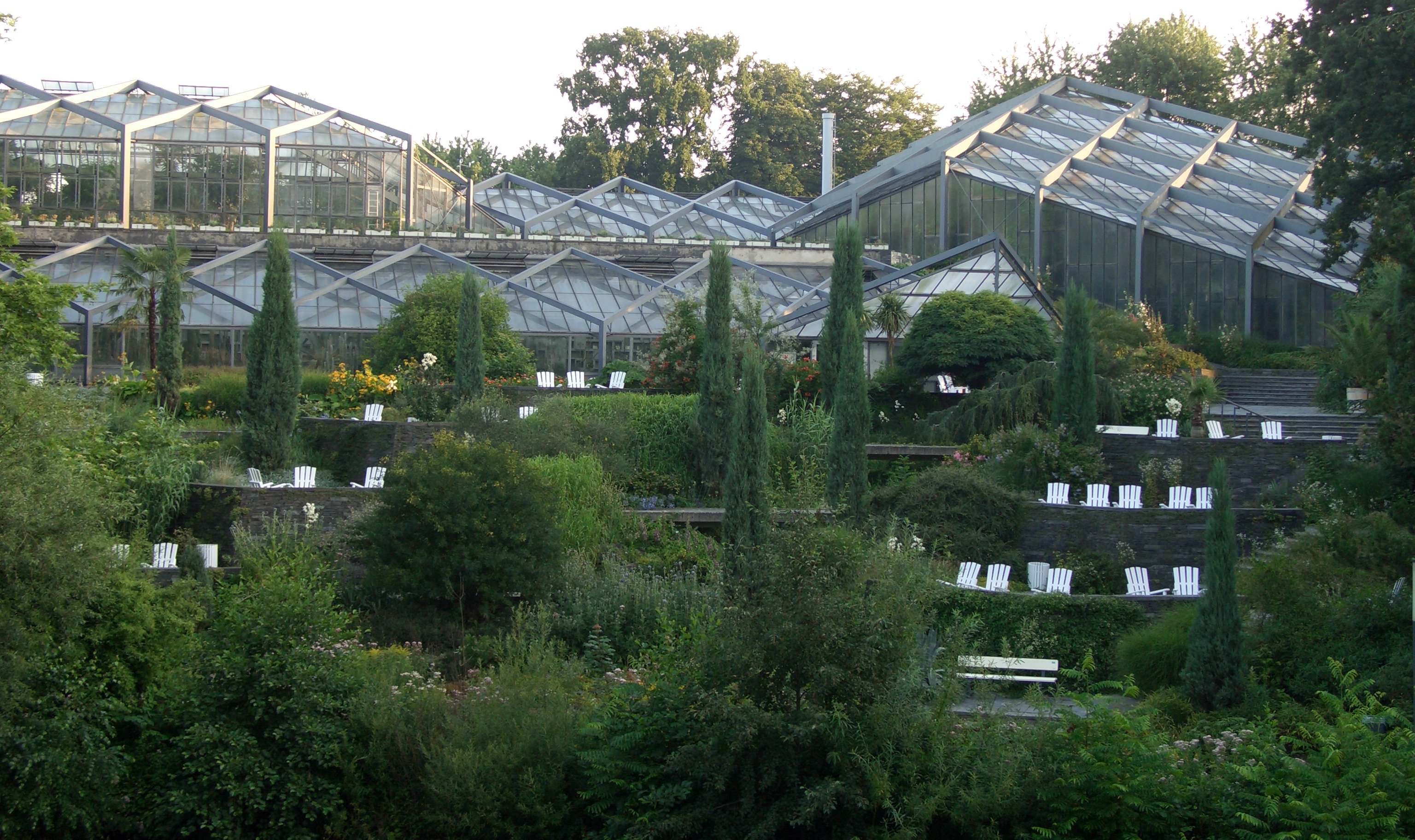
Tropengewächshäuser aus Sicht der Johan-van-Valckenburgh-Brücke

Die Stadt Hamburg stellte 1821 einen kleinen Teil der Wallanlagen beim Dammtor zum Aufbau eines privaten Botanischen Gartens zur Verfügung. Er wurde ab 1857 als Staatsinstitut geführt. Bis Anfang des 20. Jahrhunderts wurde der Garten auf 20 Hektar erweitert. Nach Eröffnung des Neuen Botanischen Gartens in Klein Flottbek im Jahr 1979 wurde der Alte Botanische Garten in Planten un Blomen eingegliedert.

### Zoologischer Garten und Friedhof

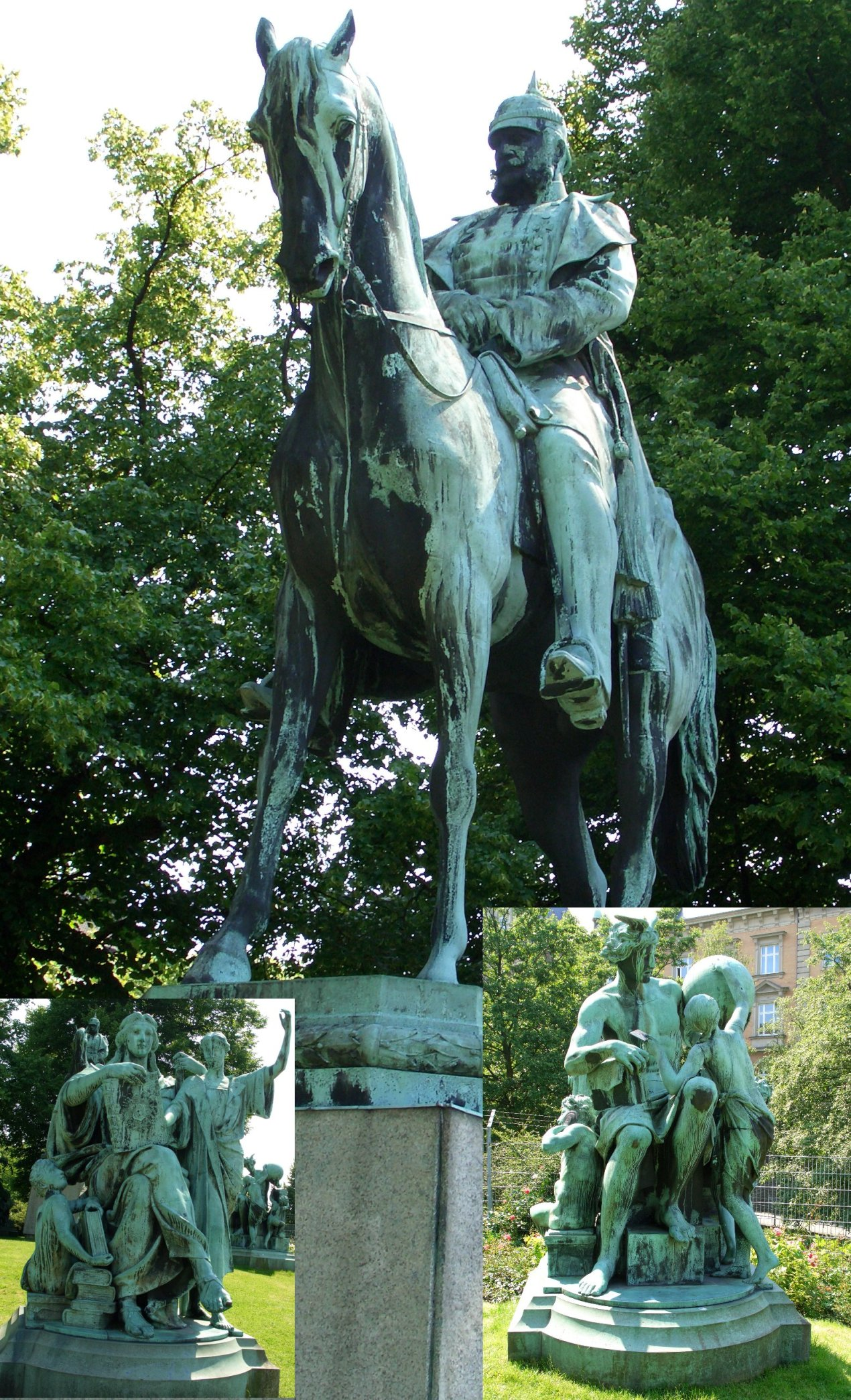
1903 errichtetes Denkmal für Kaiser Wilhelm I.

An die vorherige Nutzung als Zoologischer Garten Hamburg erinnert der Name der nördlich angrenzenden „Tiergartenstraße“. Der Zoologische Garten war 1863 eröffnet worden. Er grenzte südlich an die „St. Petersburger Straße/Jungiusstraße“ und den (alten) Botanischen Garten, getrennt durch die Straße „Bei den Kirchhöfen“. Dieser Straßenname wiederum erinnert an die Dammtorfriedhöfe, die sich hier seit 1793 befanden. Auf Teilen des Geländes des Zoologischen Gartens wurde ab 1930 ein Volks- und Vergnügungspark errichtet. 1935 fand auf anderen Teilen des Geländes unter Leitung des Gartenarchitekten Karl Plomin die „Niederdeutsche Gartenschau“ statt.

### Vorbereitung durch Gartenbau-Ausstellungen

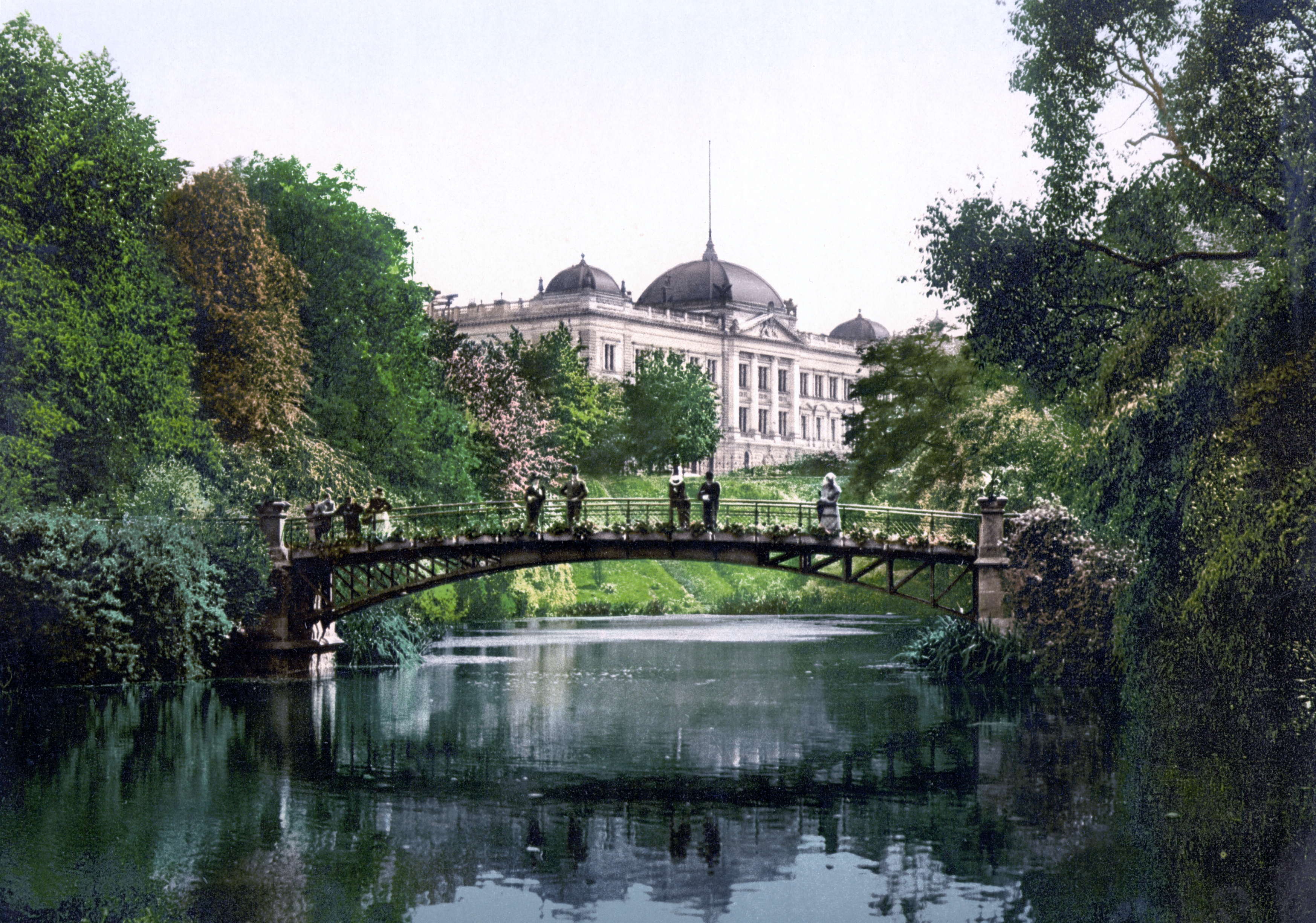
Reste des alten Stadtgrabens (hier um 1900) sind noch vorhanden und wurden in die Parkanlagen einbezogen.

Die Internationale Gartenbauausstellung 1897 wurde als Blumenschau in den Großen Wallanlagen zwischen Millerntor und Holstenwall abgehalten.
Niederdeutsche Gartenschau ab 1935: Die Schau sollte die Pflanzenwelt Deutschlands widerspiegeln. Das Gelände wurde durch die Zusammenlegung des alten Zoologischen Gartens (siehe Tiergartenstraße) und des geräumten Friedhofsgeländes der Hamburger Hauptkirchen geschaffen. Entsprechend der damaligen nationalen Auffassung wurden exotische Pflanzen durch einheimische ersetzt.  Der niederdeutsche Name Planten un Blomen wurde eingeführt, und die neue Gartenanlage wurde 1935 von dem damaligen Bürgermeister Carl Vincent Krogmann eröffnet.
Der Park wurde in der Operation Gomorrha im Juli/August 1943 während des Zweiten Weltkriegs nahezu vollständig zerstört. Als einzige Relikte aus der alten Zeit existieren noch die Sonnenuhr, die Kaskaden und die weißen Mauern im alten Rosengarten (heute Bürgergarten) und im Apothekergarten. Seit 1953 wurde der Park zu verschiedenen Anlässen wieder auf- und umgebaut.
1953, 1963 und 1973 wurden auf dem Gelände jeweils die Internationalen Gartenbau-Ausstellungen (IGA) durchgeführt. Die Internationalität spiegelte sich nun auch in der Pflanzenwelt der Anlage wider.
Internationale Gartenbauausstellung 1953: Das Gelände umfasste Planten un Blomen, die Wallanlagen und das Messegelände. Auf der ehemaligen Eulenburg, dem Hügel neben der Wasserorgel, wurde im Parksee der Philipsturm errichtet. Wasserorgel und Parksee wurden angelegt.
Internationale Gartenbauausstellung 1963: Das Ausstellungsgelände wurde erweitert und umfasste die Wallanlagen, den Botanischen Garten und das Heiligengeistfeld. Erhalten geblieben sind von der IGA 1963 die Tropengewächshäuser von Bernhard Hermkes im Alten Botanischen Garten. Die Mittelmeerterrassen am Sonnenhang vor dem Gewächshaus zum Wallgraben hin wurden angelegt. Als besondere Messe-Attraktion führte 1963 eine Gondelbahn vom Dammtor über elf Stützen und 1,415 Kilometer bis zum Millerntor und wieder zurück, die bei Ausstellungsende aber wieder abgebaut wurde. Durch diese Bahn wurde das langgestreckte Ausstellungsgelände optimal erschlossen, dessen Fläche mit dem heutigen Park Planten un Blomen weitgehend deckungsgleich war.
Internationale Gartenbauausstellung 1973: Ein Übergang über die Marseiller Straße wurde geschaffen, Spielplätze, Wasserlichtorgel und Eisbahn angelegt. Vom Alten Botanischen Garten blieb das Gewächshaus. Die Planungen für den Neuen Botanischen Garten in Klein Flottbek wurden aufgenommen, dieser dann neu angelegt und 2012 in Loki-Schmidt-Garten umbenannt. Nicht viel besser als der Seilbahn erging es der zur IGA 1973 angelegten IGA-Bahn (es gab zwar schon zuvor eine Parkeisenbahn, diese befuhr aber nur einen kleinen Kreis rund um das alte Planten un Blomen). Sie machte Halt an vier Stationen zwischen den Eingängen Dammtor, Fernsehturm und Millerntor; die Gleise führten mitten durch Beete und Grünanlagen. Der Betrieb der Bahn wurde nach Ende des Ausstellungsjahres fortgesetzt; da sich jedoch später kein Betreiber mehr fand, fuhr im Oktober 1982 der letzte Zug. 1985 wurden die Gleise größtenteils demontiert, Reste sind jedoch noch heute zu finden.

### Umbau nach 1973
1986 wurden die Gebiete des Alten Botanischen Gartens am ehemaligen Botanischen Institut (seit 2000 die Bucerius Law School) sowie der Kleinen und Großen Wallanlagen am Wallring – die vom Bezirk Hamburg-Mitte zwischenzeitlich als Wallringpark verwaltet worden waren – eingegliedert und das Gelände in einen öffentlichen Park umgewandelt. Dies war ein eingelöstes Wahlversprechen des Hamburger Senats. Zuvor war für Planten un Blomen Eintritt erhoben worden. Der mittlerweile zu klein gewordene Botanische Garten samt Botanischem Institut erhielt 1979 in Klein Flottbek eine neue und größere Fläche zugewiesen.

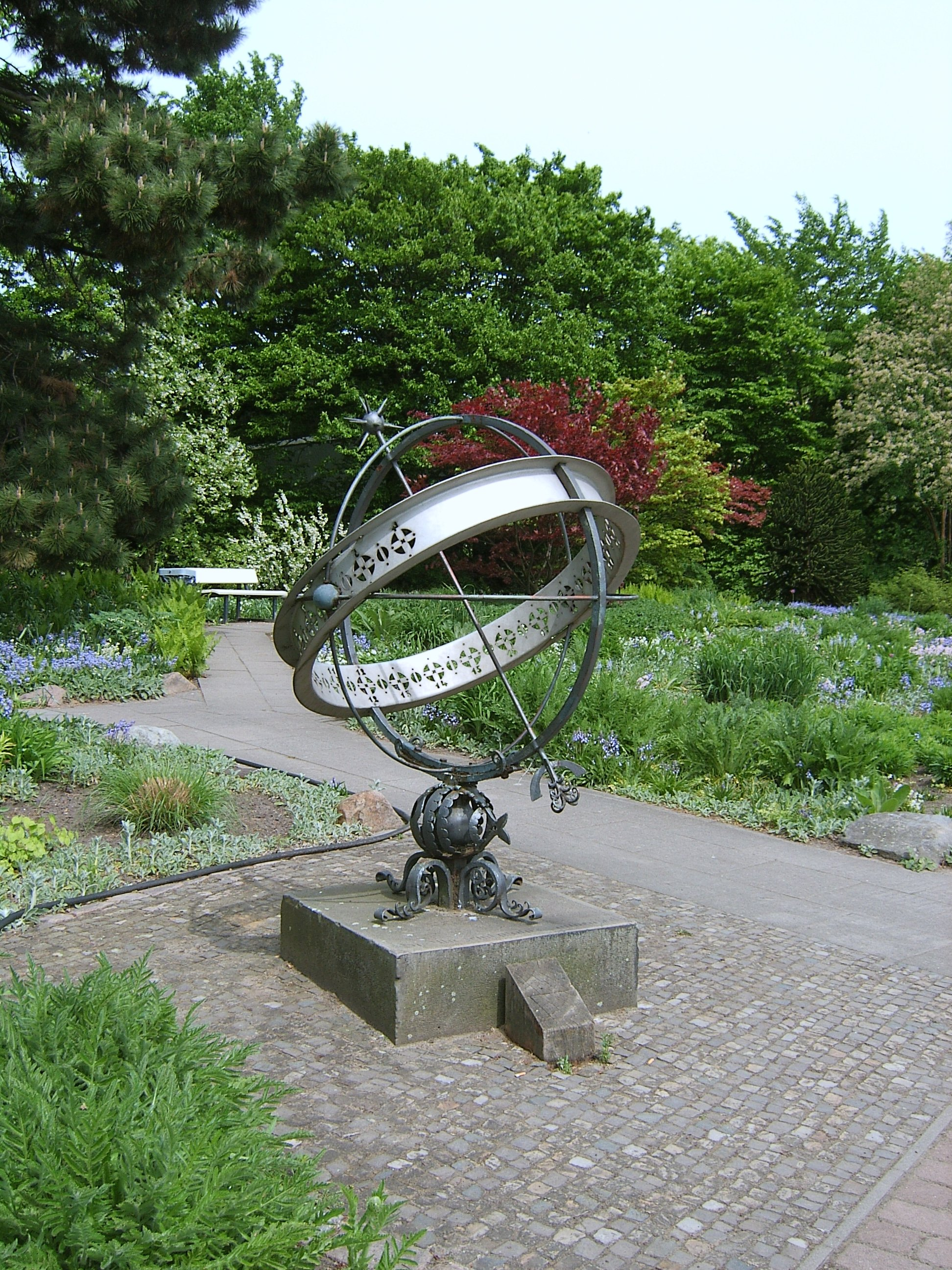
Sonnenuhr

Eine Teilfläche des alten Parkgeländes wurde am Ostrand bis zum Bahndamm der Hamburg-Altonaer Verbindungsbahn für das Congress Center Hamburg (CCH) abgezweigt und die neue Marseiller Straße abgesenkt, so dass sie unter dem Gartengelände hindurchführt und zugleich eine Zufahrtsrampe zum unterirdischen Parkhaus ist.
Der südliche Teil des dem Park zugewandten Dag-Hammarskjöld-Platzes vom Bahnhof Hamburg Dammtor wurde mit einer weit verzweigten Fußgängerbrücke, der Dag-Hammarskjöld-Brücke, überspannt, um einen bequemen Zugang zum neuen Planten un Blomen-Haupteingang und eine Anbindung zum U-Bahnhof Stephansplatz zu ermöglichen.
Zwei japanische Gärten und ein Rosengarten entstanden. Quer durch den Park wurde 1990 zwischen Kongresscentrum und Messegelände ein glasüberdachter Gehweg eingerichtet.
Der Apothekergarten wurde 1991 an die Nordwestecke zur Tiergartenstraße hin verlegt.

## Kunst im Park

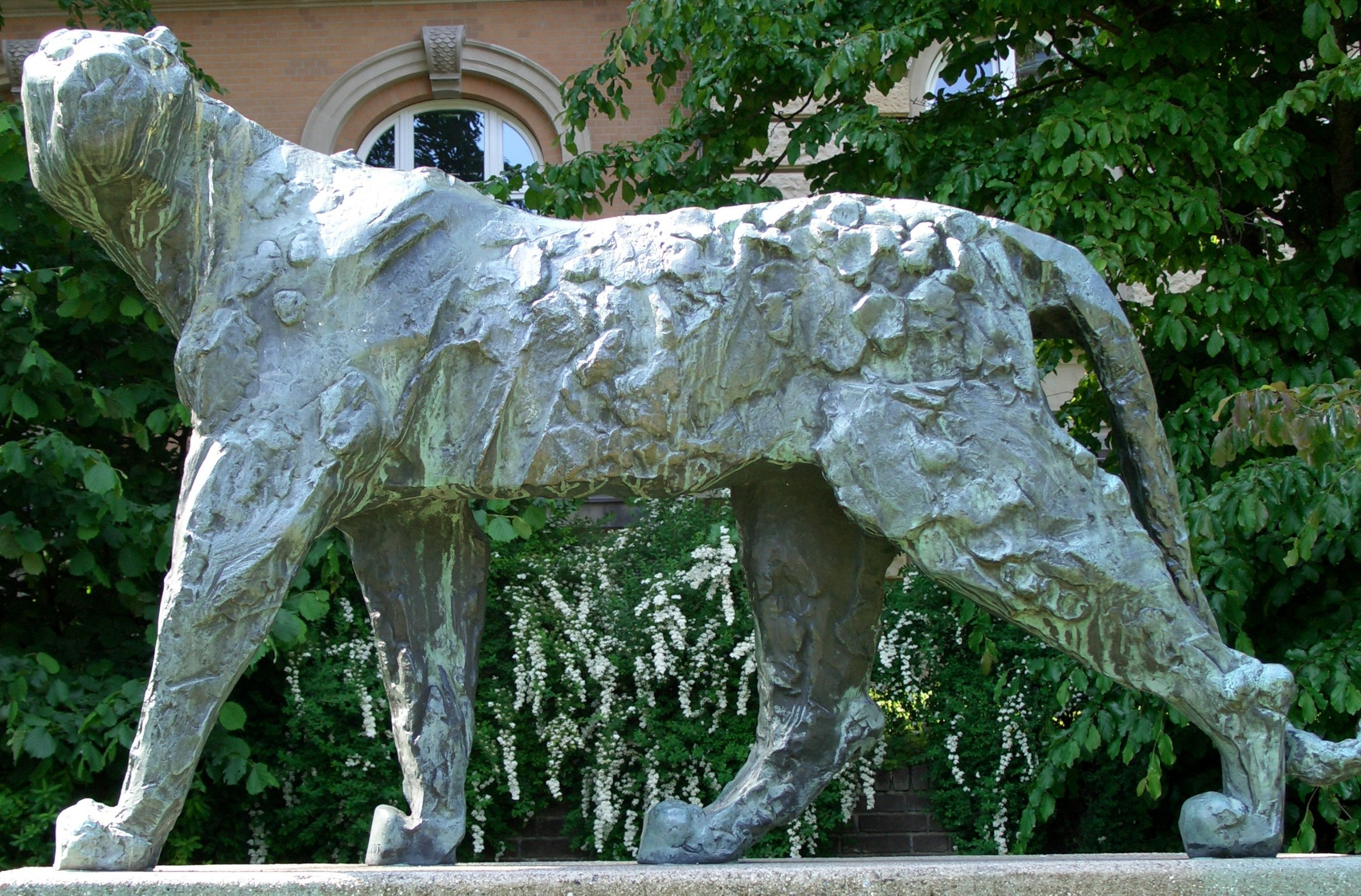
Hans Martin Ruwoldts Panther in Planten un Blomen

In und um Planten un Blomen befinden sich viele Kunstwerke, wie der Panther von Hans Martin Ruwoldt.

## Areale des Parks
Nach der IGA 1973 wurden die Areale „Planten un Blomen“, „Alter Botanischer Garten“, „Kleine Wallanlagen“, „Große Wallanlagen“ insgesamt als „Wallringpark“ bezeichnet und erhielten 1986 als Gesamtparkanlage den Namen „Planten un Blomen“.

### Planten un Blomen um den Parksee

#### Rosengarten

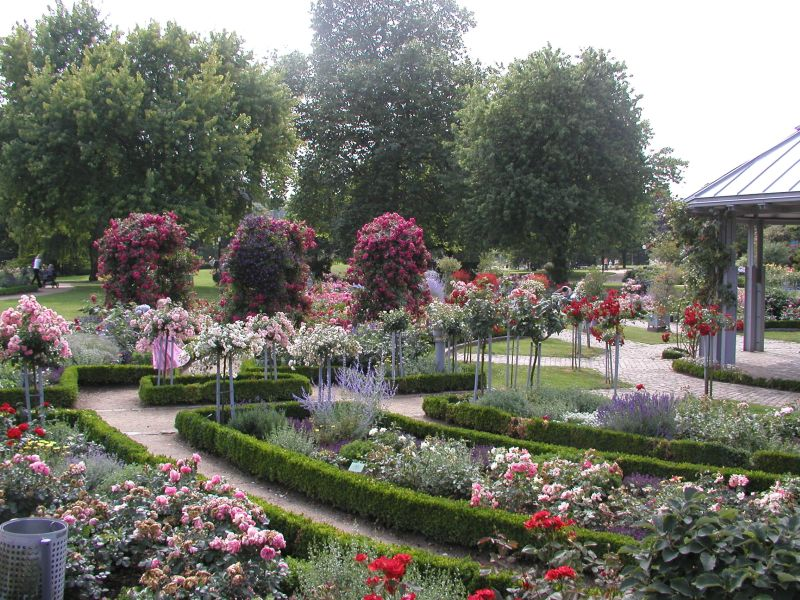
Rosengarten (2005)

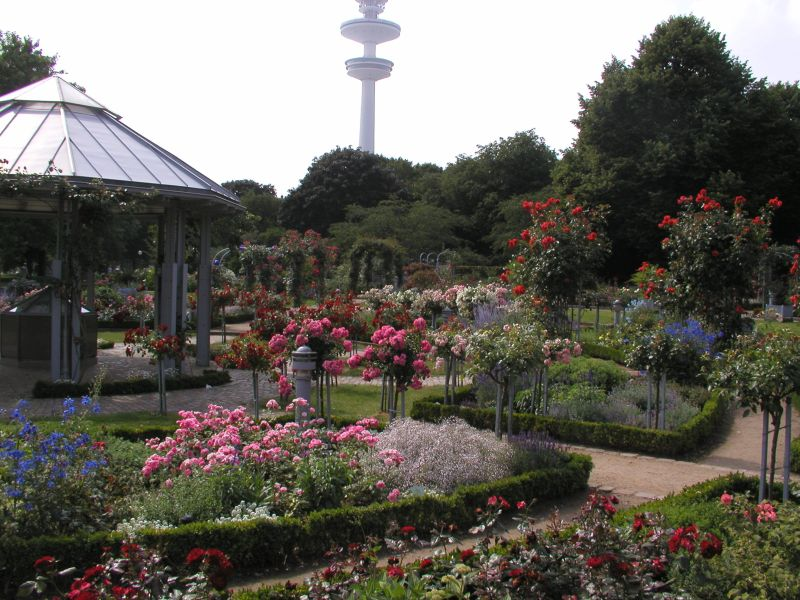
Rosengarten (2005)

Der Rosengarten mit einer Fläche von rund 5.000 m² ist seit 1993 Bestandteil von Planten un Blomen. Seine Anlage erfolgte im sogenannten „klassischen Stil“. Im Rosengarten wurden ungefähr 300 verschiedene Rosenarten angepflanzt, darunter historische Rosen, Parkstrauch- und Wildrosen, Kletterrosen oder Teehybriden. Die Bepflanzung wurde durch Stauden, Sommerblumen und verschiedene Kleingehölze ergänzt.
Zahlreiche Rosenbögen und Sitzecken runden das Ensemble ab. Im Mittelpunkt des Rosengartens steht ein Pavillon, in dem man sich während der Sommersaison über verschiedene Rosensorten und ihre Pflege informieren lassen kann. Im Sommer ist hier täglich klassische Musik zu hören. Im Jahr 2004 gab es heftige Proteste der Hamburger Bürger, unter anderem auch von Hannelore Schmidt, als bekannt wurde, dass im Zuge der Erweiterung des CCH ein Teil des Rosengartens aufgegeben werden sollte. Durch einen Kompromiss gelang es, dies teilweise zu verhindern.
Beim Parkteil, der sich heute Rosengarten nennt, handelt es sich nicht um den ursprünglichen Parkteil unter diesem Namen. Der ursprüngliche Rosengarten in Planten un Blomen wurde für die Niederdeutsche Gartenschau 1935 angelegt. Als Anfang der neunziger Jahre der neue Rosengarten entstand, wurde der ursprüngliche Rosengarten in Bürgergarten umbenannt.

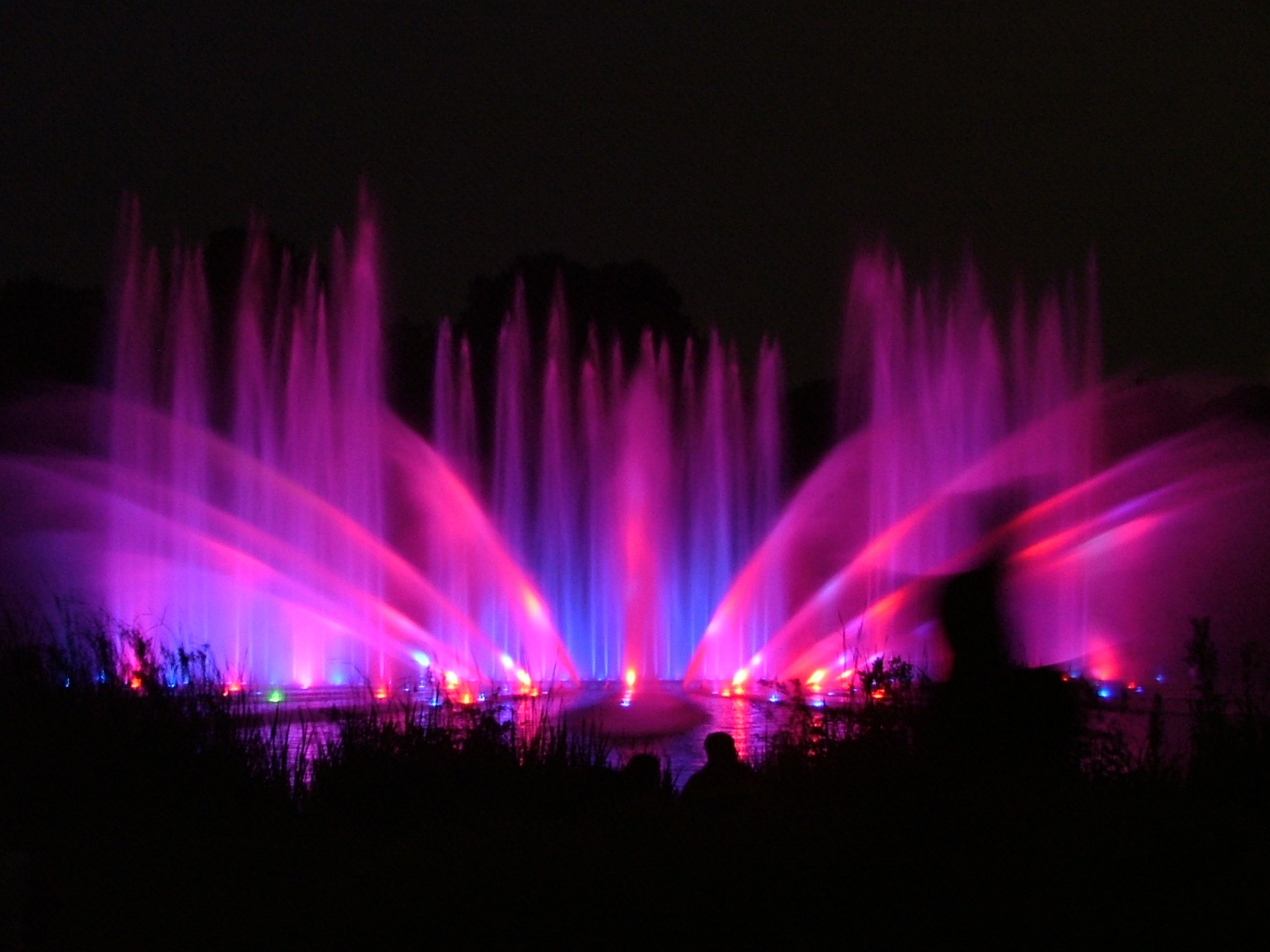
Nächtliches Wasserlichtkonzert

#### Farbige Wasserlichtkonzerte
Die Wasserlichtkonzerte finden von Anfang Mai bis Ende September jeden Abend statt. Wasserkonzerte ohne Licht und Musik gibt es auch nachmittags. Die Konzerte dauern jeweils rund eine halbe Stunde. Die Wasserorgel am Parksee besteht aus einer Fontänenanlage, einer Musikanlage und einer Lichtanlage. Zwei Musiker bedienen live zum Playback der Musik jeweils eine der beiden Anlagen.

#### Café Seeterrassen
Das Café Seeterrassen direkt am Parksee steht seit dem Sommer 2020 leer und ist derzeit umzäunt. Das Gebäude wurde zur Internationalen Gartenbauausstellung (IGA) 1953 errichtet, Architekt war Ferdinand Streb. In der Tagespresse wurde bereits über Abrisspläne für das im Winkel angeordnete, zweistöckige Gebäude mit heller Steinverkleidung und viel Glas sowie einer Freitreppe direkt auf die große Terrasse am See berichtet. Im Gegensatz zum Park steht das Gebäude derzeit nicht unter Denkmalschutz (Stand Januar 2021). Im Juni 2023 wurde das Gebäude von der Stadt gekauft und das Bezirksamt lässt es nun sanieren.

#### Apothekergarten

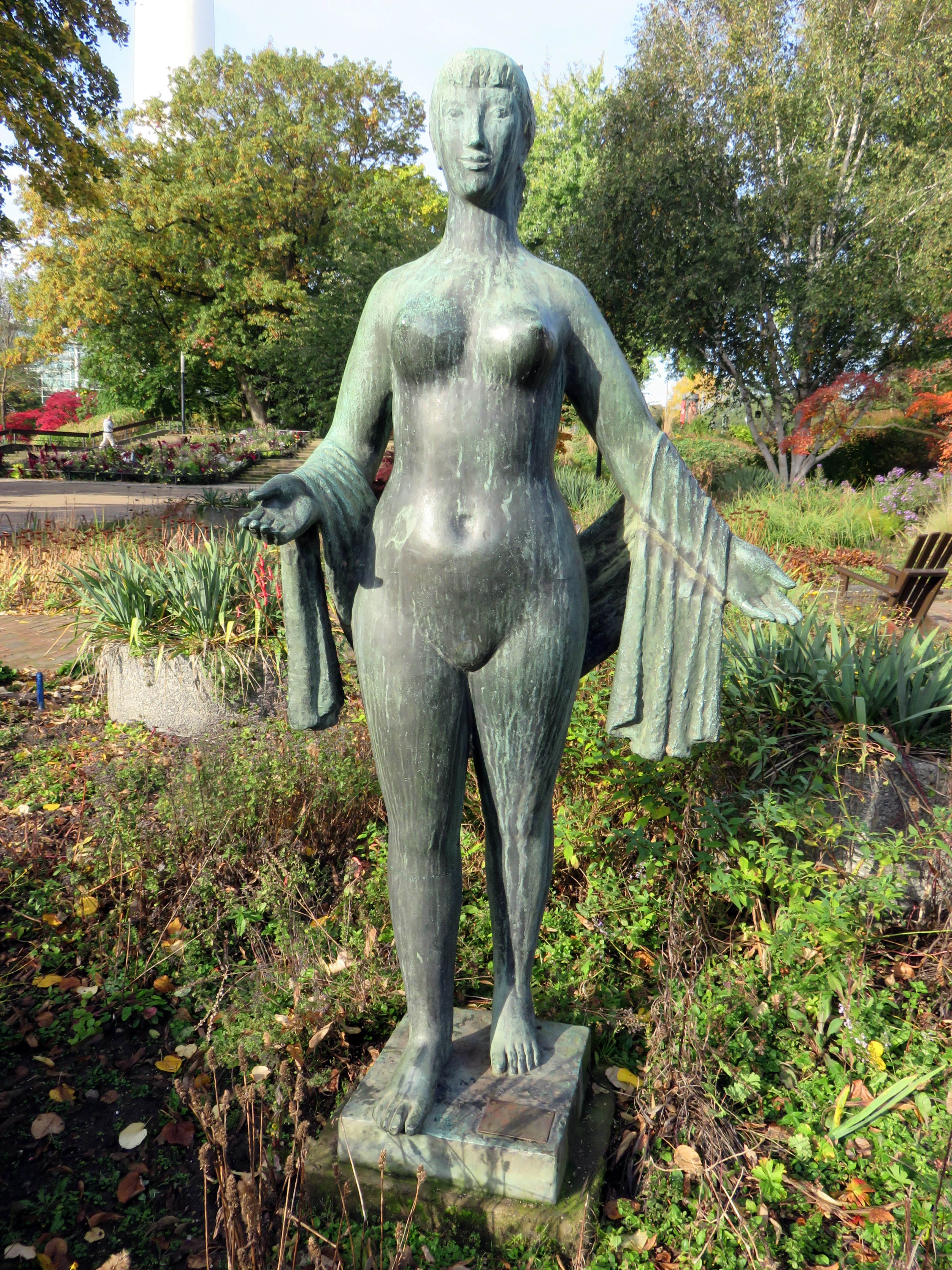
Bronzeplastik Aurora der deutschen Bildhauerin und Grafikerin Ursula Querner anlässlich der Internationalen Gartenbauausstellung (IGA) von 1953. Standort: Im nördlichen Bereich der Hamburger Parkanlage „Planten un Blomen“ beim Apothekergarten nahe Eingang Tiergartenstraße.

Im Apothekergarten finden jeweils am zweiten Sonntag von Mai bis September Führungen durch den Hamburger Apothekerverein statt.

#### Musikpavillon
Im treppenartig angelegten Musikpavillon oberhalb des Parksees finden regelmäßig kostenlose Live-Konzerte statt. Unter anderem spielt hier regelmäßig das Polizeiorchester Hamburg.

#### Denkmal an die Toten der Franzosenzeit

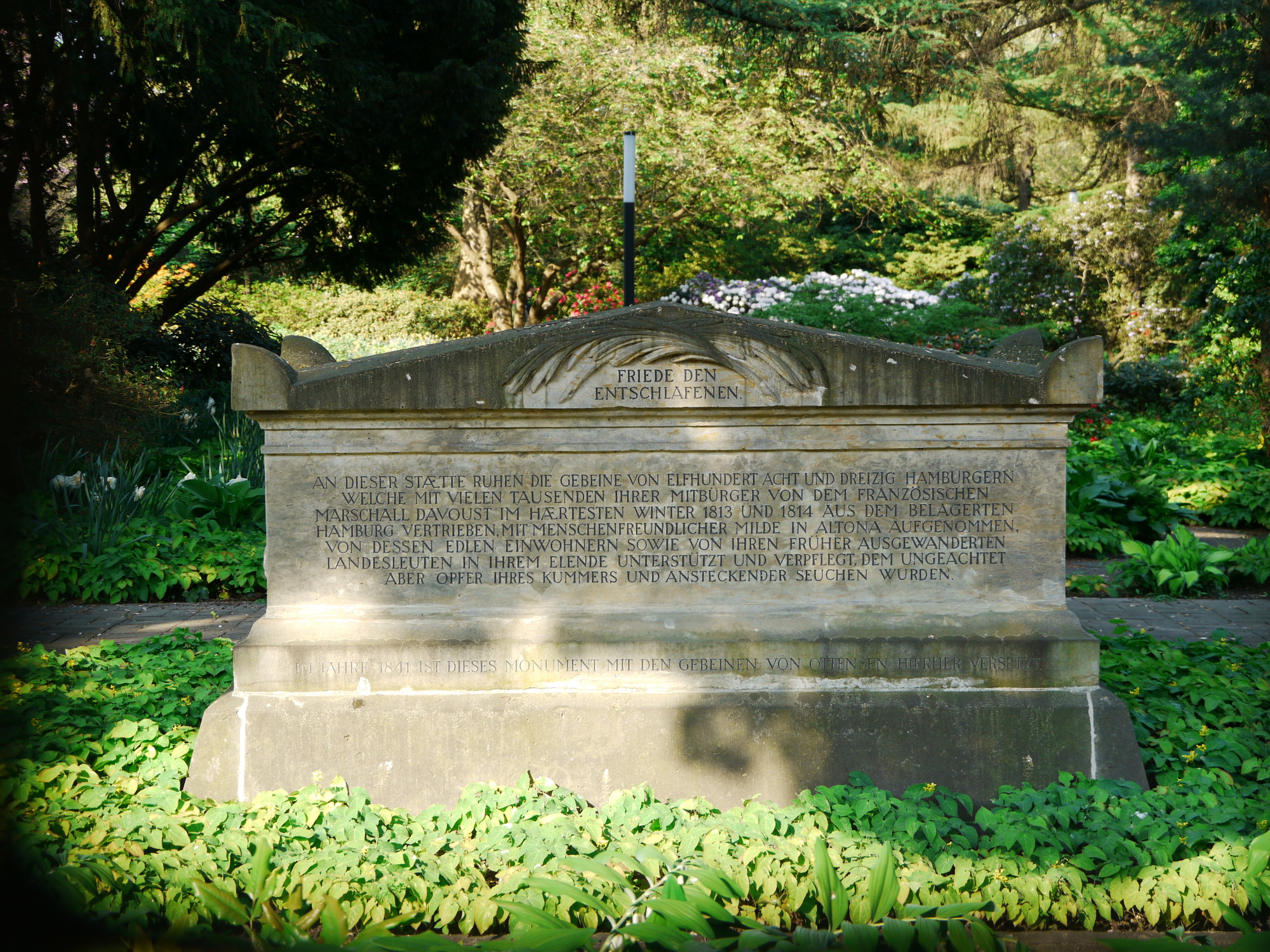
Gedenkstein in Form eines Sarkophages für die 1.138 Toten im Park

An die in der Hamburger Franzosenzeit 1813/1814 zu Tode gekommenen Hamburger erinnert ein steinerner Sarkophag, der abseits im Gebüsch von Planten un Blomen am Rand zur St. Petersburger Straße gegenüber der Messehalle 4B steht. Im Winter 1813/14 mussten alle Hamburger, die keine Essensvorräte hatten, auf Befehl des französischen Kommandanten Davout die Stadt verlassen. Über 1000 Hamburger starben damals.

#### Spielplatz Bullerberge

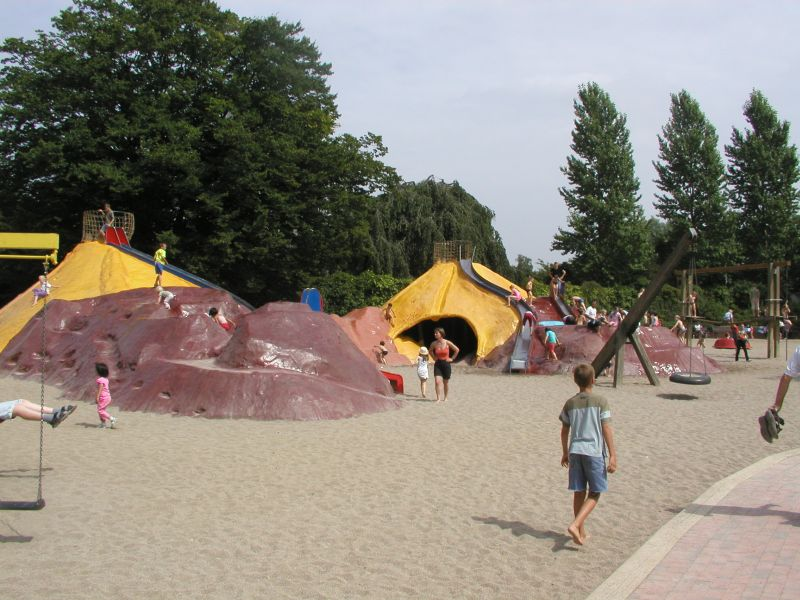
Großer Spielplatz Bullerberge

Bekannt ist Planten un Blomen auch für die abwechslungsreichen Spielplätze. Das Bild zeigt den Großen Spielplatz Bullerberge, der von dem Bildhauer Wido Buller für die IGA 1973 entworfen wurde. Er befindet sich beim Eingang St. Petersburger Straße und wurde 1991 modernisiert. Ein weiterer Spielplatz ist der Große Spielplatz Wallanlagen zwischen den Eingängen Messehallen und Millerntor.

### Alter Botanischer Garten

#### Tropengewächshäuser
Planten un Blomen enthält im Zentrum des Parks einen Tropenhauskomplex, die Schaugewächshäuser des alten, nach Klein Flottbek verlegten Botanischen Gartens.
Die Gewächshäuser wurden in den Jahren 1962/63 nach Entwürfen von Bernhard Hermkes errichtet. Ihre Eröffnung fand im Rahmen der IGA 1963 statt. Die Grundfläche der Gewächshäuser beträgt rund 2.800 m². Sie haben eine maximale Höhe von 13 Metern. Eine Besonderheit dieser Anlage besteht darin, dass die Glaskonstruktion an außen liegenden Profilen aus Hohlkästen aufgehängt ist und dadurch die Innenräume frei von tragenden Elementen sind.
Der Komplex gliedert sich in fünf Bereiche. Die einzelnen Bereiche sind nach unterschiedlichen Pflanzen und Klimazonen gegliedert. So gibt es neben dem eigentlichen Tropenhaus auch ein Palmfarnhaus, ein Subtropenhaus, ein Kakteenhaus und ein Farnhaus.

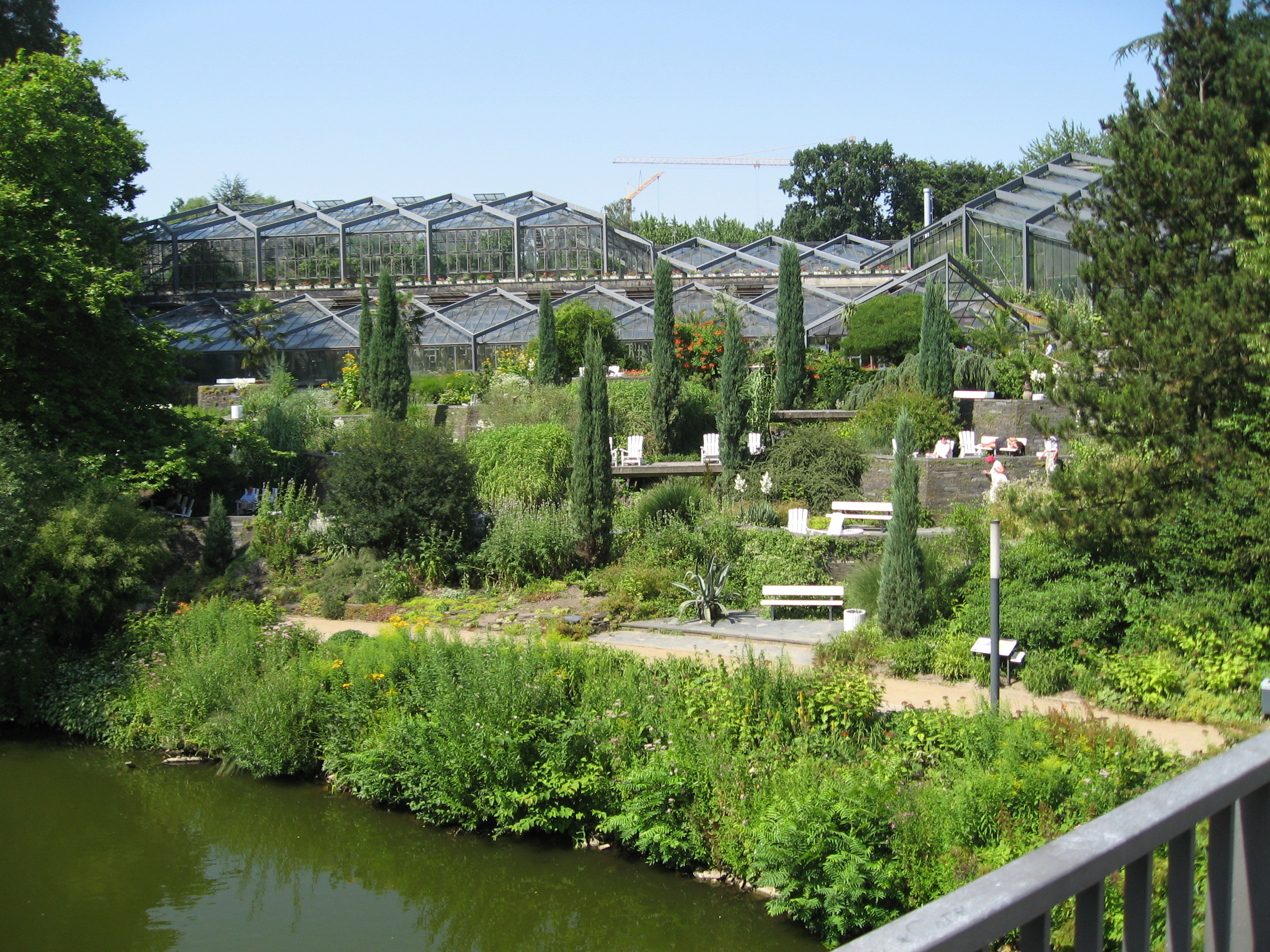
Mittelmeerterrassen im (alten) Botanischen Garten

Heute stehen die Gewächshäuser sowie die angrenzenden Mittelmeerterrassen unter Denkmalschutz. Bis 2019 waren sie täglich kostenfrei zugänglich, seitdem sind sie aufgrund von Sanierungsbedürftigkeit geschlossen. Im August 2023 beschloss der Hamburger Senat schließlich, die Tropengewächshäuser für 61 Millionen Euro zu sanieren. Dafür sollen die Pflanzen vorübergehend in ein zu diesem Zweck errichtetes Pflanzenhaus im Loki-Schmidt-Garten gebracht werden. Die Sanierung soll 2026 beginnen und 2029 abgeschlossen sein.

#### Alpinum
Zum Ende des 19. Jahrhunderts kam es in Mode, Gebirge und ihre Pflanzenwelt im kleinen Maßstab nachzubilden. Auch Gartendirektor Eduard Zacharias legte 1903 am Südhang des (Alten) Botanischen Gartens ein solches Alpinum an.
Enzian und Edelweiß sind heute zwischen den Felsbrocken nicht mehr zu finden, die kurvenreichen Pfade des Alpinums sind jedoch erhalten. Die Pflanzenwelt der Berge zog mit in den neuen Botanischen Garten nach Klein Flottbek.

#### Japanischer Garten mit Teehaus

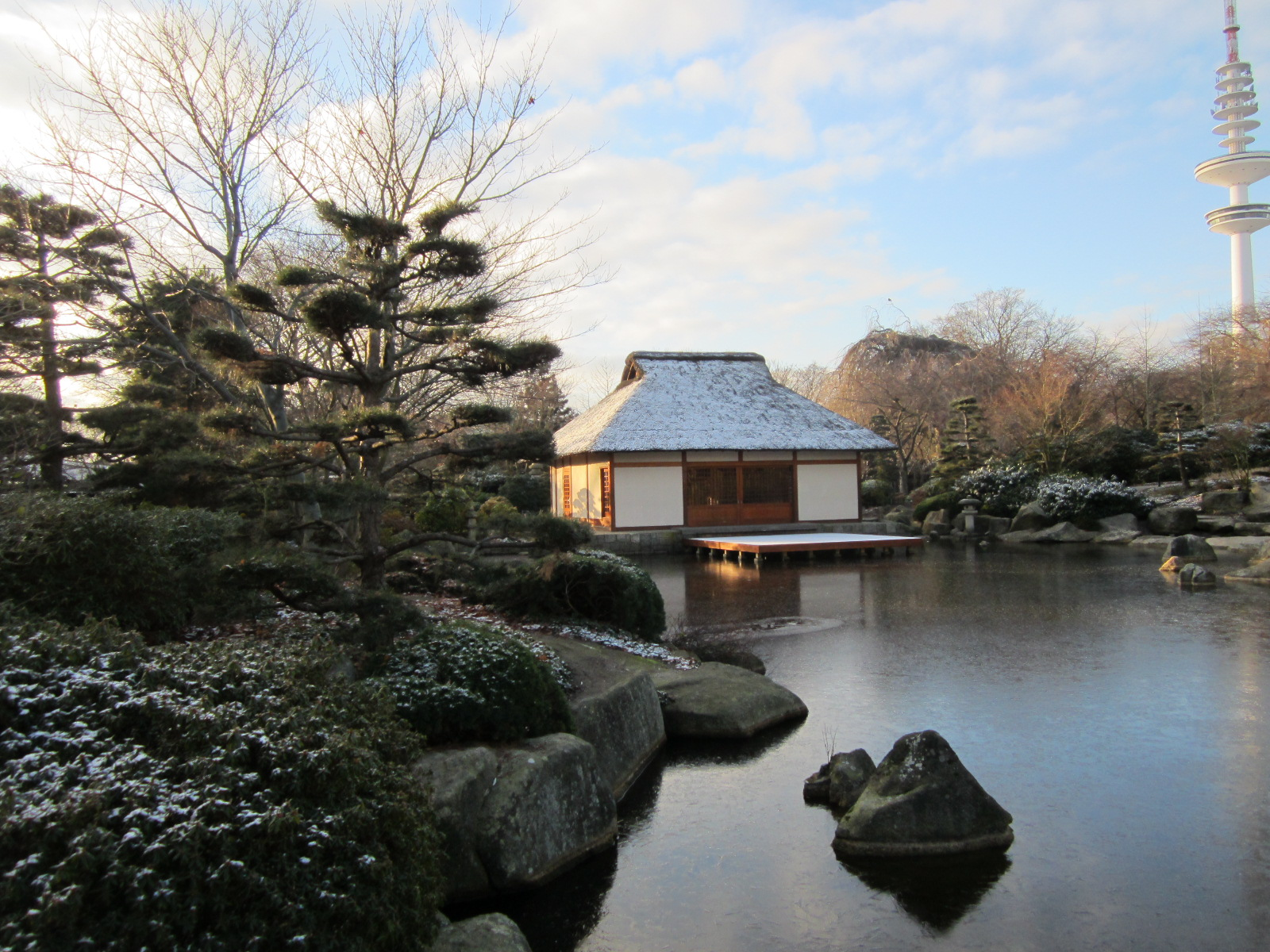
Teehaus im japanischen Garten

Der Japanische Garten in Planten un Blomen prägt einen zentralen Bereich und liegt zwischen dem Congress Center Hamburg und der Hamburg-Messe. Er wurde 1988 von Gartenarchitekt Yoshikuni Araki gestaltet und ist der größte seiner Art in Europa. Obwohl sich die Gestaltung streng an den Gestaltungsrichtlinien der klassischen japanischen Gärten orientiert, fügt er sich hervorragend in das Gesamtbild des Parks ein. Die verschiedenen Pflanzen ergeben mit Felsen und fließenden Gewässern ein Abbild der japanischen Gartenkultur.
Im Mittelpunkt des Japanischen Gartens liegt ein See, an dessen Ufer seit 1990 ein rustikales, original japanisches Teehaus steht. Hier werden in den Monaten Mai bis September klassische Teezeremonien zelebriert, und man kann verschiedene Teesorten probieren. Daneben finden weitere Veranstaltungen in unregelmäßigen Abständen im Teehaus statt. So kann man sich an Workshops zur japanischen Kalligrafie beteiligen, an Taiko-Trommelworkshops teilnehmen oder sich über japanische Duftzeremonien informieren.

#### Wallgraben und Bastion Rudolphus

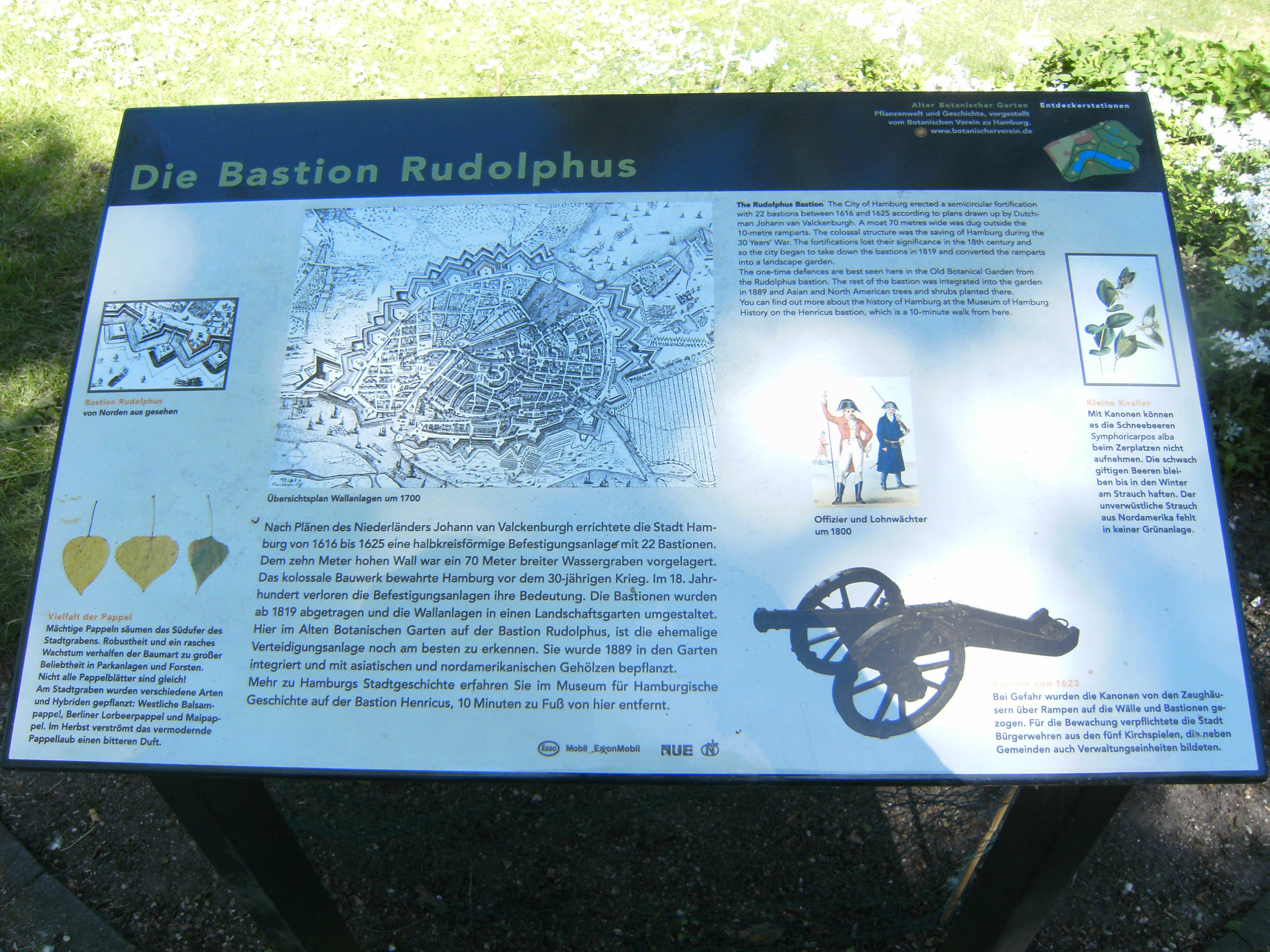
Hamburg, Planten un Blomen: Übersichtsplan der Wallanlagen von Hamburg um 1700. Bastion Rudolphus.

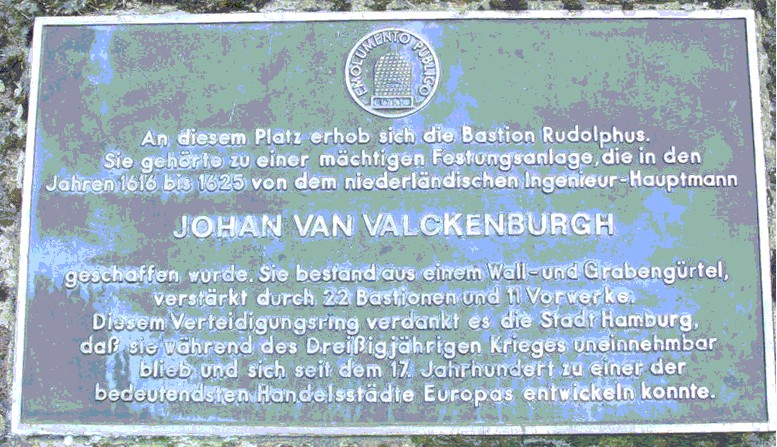
Gedenktafel für Johan van Valckenburgh, Erbauer der Wallanlagen 1616–25

Eine Gedenkplakette an einer ehemaligen Bastion oberhalb des Wassergrabens im Park in Höhe des Stephansplatzes erinnert an den Erbauer der Wallanlagen Johan van Valckenburgh. Die Wallanlagen wurden zwischen 1616 und 1625 zur Verteidigung der Stadt erbaut. Ende des 18. Jahrhunderts verloren die Wallanlagen ihre militärische Bedeutung. Der Bremische Gärtner Isaak Altmann wandelte die Wallanlagen zu einer Erholungsfläche um.

### Kleine Wallanlagen

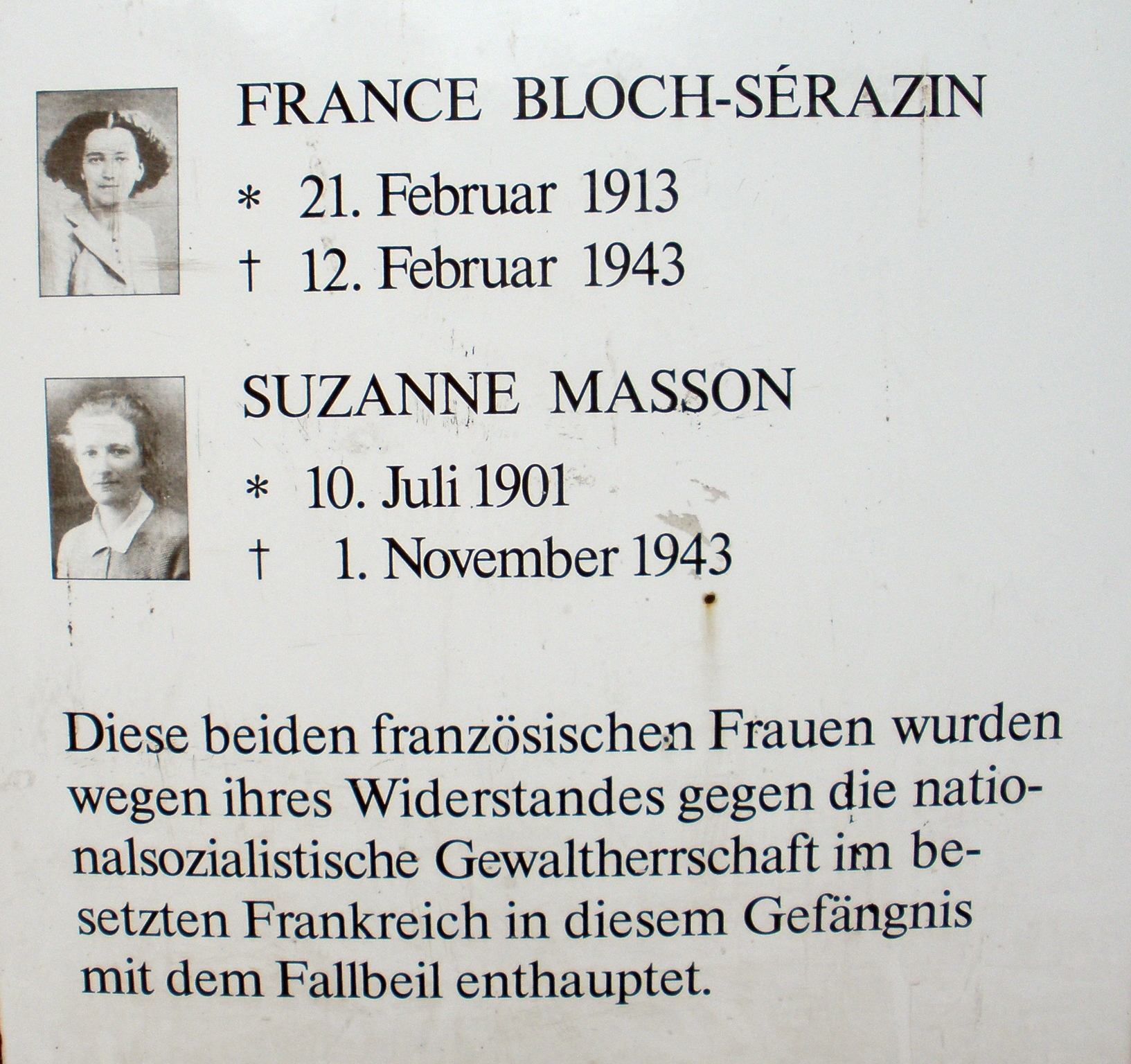
Gedenktafel an der Rückseite der Untersuchungshaftanstalt Hamburg

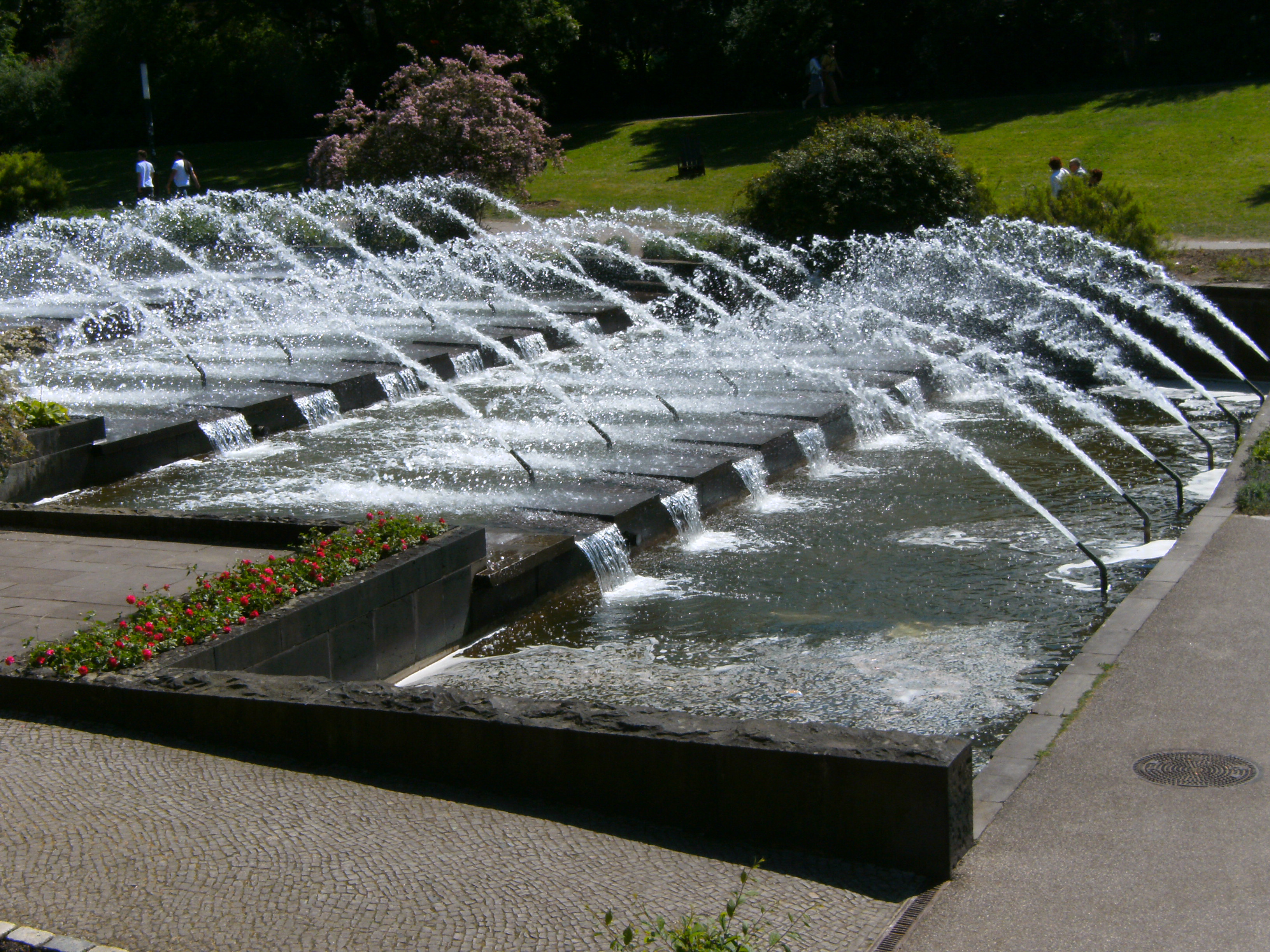
Hamburg, Planten un Blomen: Wassertreppe beim Sievekingplatz/Ecke Gorch-Fock-Wall

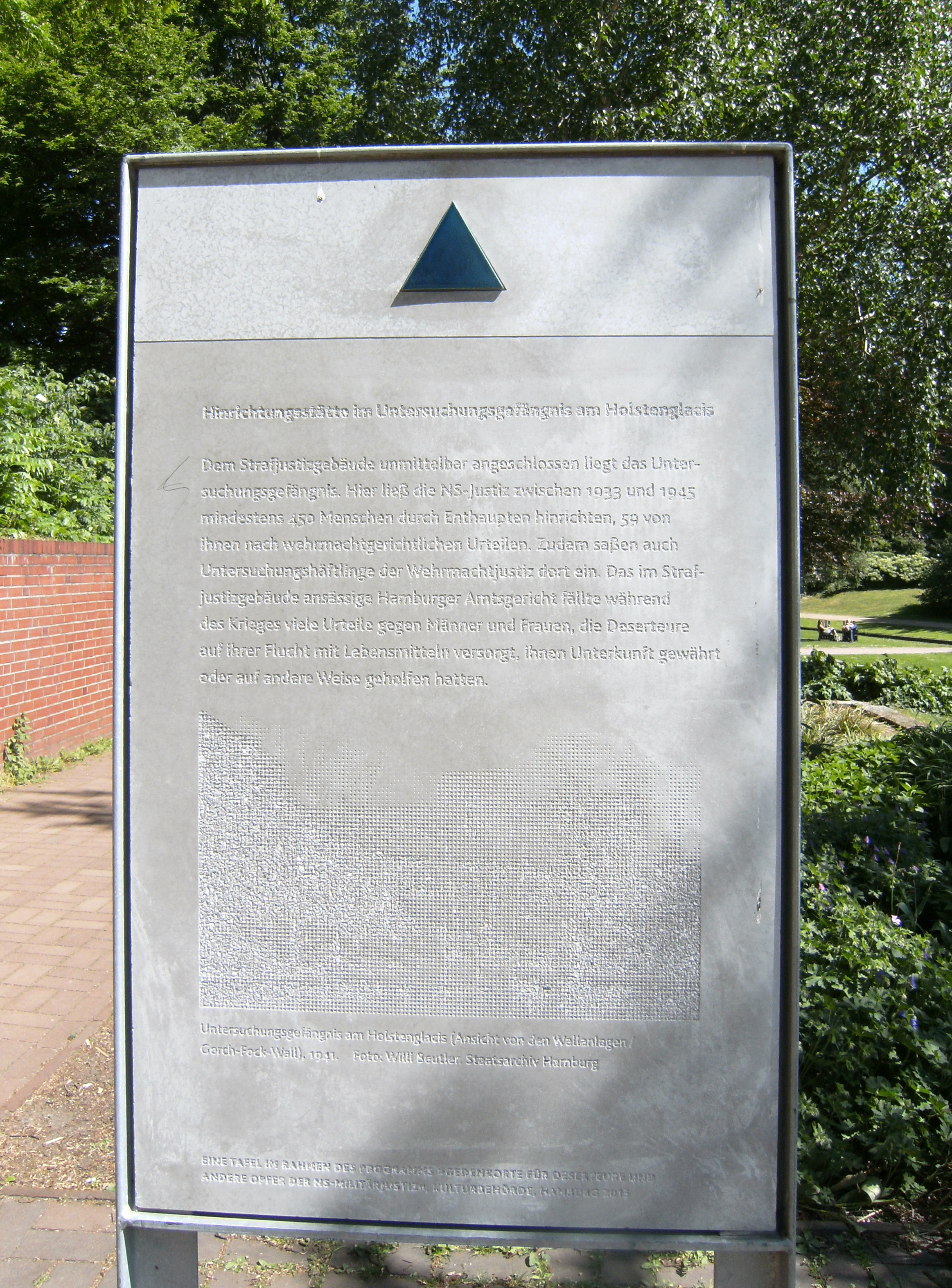
Gedenktafel, Hamburg, Wallanlagen: für die in der Untersuchungshaftanstalt Hamburg, Holstenglacis hingerichteten Deserteure des Zweiten Weltkriegs

Die Kleinen Wallanlagen werden durch die Rückseite der Untersuchungshaftanstalt Hamburg und den Gorch-Fock-Wall eingegrenzt.
Eine Gedenktafel im Park an der Rückseite des Hofs der Untersuchungshaftanstalt erinnert an 500 Menschen, die dort während der Zeit des Nationalsozialismus enthauptet wurden. Sie hatten am europäischen Widerstand gegen die deutsche Besatzung teilgenommen. Namentlich werden darunter France Bloch-Sérazin und Suzanne Masson genannt, zwei Französinnen, die 1943 hingerichtet wurden. Eine Stele erinnert an die Deserteure, die im Hof des Untersuchungsgefängnis hingerichtet wurden.
Kurz vor der Unterquerung des Sievekingsplatzes von den Kleinen zu den Großen Wallanlagen wurde eine Wassertreppe angelegt.

### Große Wallanlagen

#### Kunsteis- und Rollschuhbahn Wallanlagen

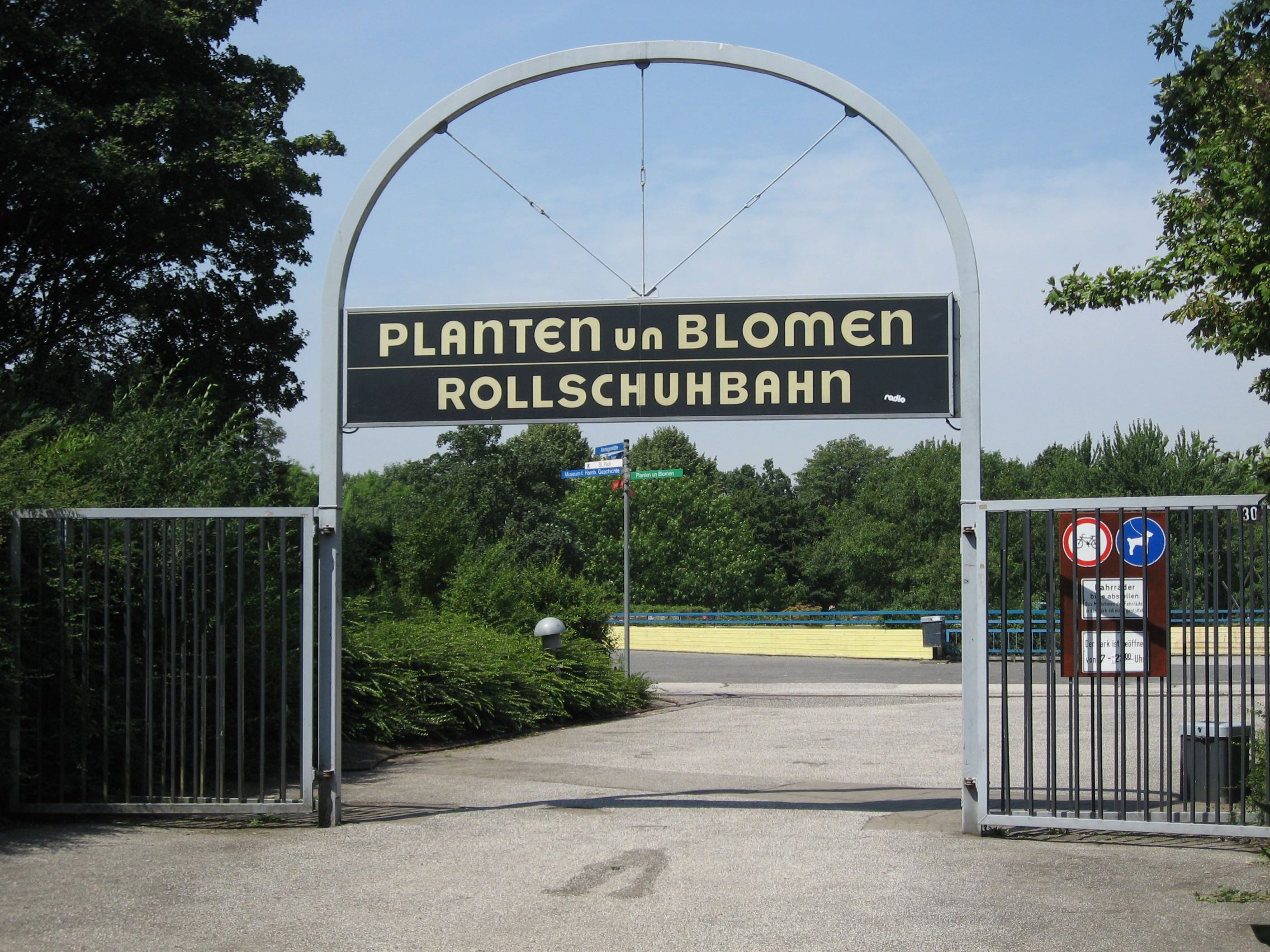
Eis- und Rollschuhbahn

In Planten un Blomen gibt es eine Kunsteisbahn, die im Sommer von Mitte April bis Ende September als Rollschuh-, Inline-Skate-Bahn und Skateboardanlage genutzt wird. Die Eisbahn ist mit über 4.300 Quadratmetern Gesamtfläche eine der größten Freiluft-Kunsteisbahnen der Welt.
Der Eintritt zur Rollschuhbahn ist im Gegensatz zur Eisbahn frei. Die Eisbahn wurde von 2015 bis 2017 durch den Architekten Stefan Rimpf denkmalgerecht saniert und erweitert. Unter anderem wurde ein Multifunktionsgebäude sowie ein gläsernes Café neu errichtet.

#### Töpferstube und Minigolfanlage
Die Töpferstube ist im Südteil von Planten un Blomen, den Großen Wallanlagen, angesiedelt. Hier können Kinder ab Mai bis Ende August jeweils nachmittags an Werktagen unter fachlicher Anleitung das Arbeiten mit Ton erlernen. Neben der Töpferstube befinden sich eine Minigolfanlage, eine kleine Trampolin-Anlage und ein Kiosk.

## Relikte
Westlich der Schaugewächshäuser, am Hang zum Campus der Bucerius Law School, befinden sich zugemauerte Zugänge zu einem Stollenbunker aus dem Zweiten Weltkrieg. Der weitläufige Bunker sollte bis zu 2.000 Personen Schutz bieten. Eine geplante, aber nicht mehr durchgeführte Erweiterung der Stollenanlage bis unter die Musikhalle und die heutigen Messehallen hätte bis zu 4.000 Personen schützen können. Zum Einsatz kam die Anlage nie. Der Bau war bis November 1945 projektiert, im Mai 1945 endete der Zweite Weltkrieg in Europa. Im Jahr 1962 wurden die Eingänge und Lüftungsschächte zugeschüttet und vermauert.